# نهر مهرانه
نهر مهرانه رود أو نهر مهرانه هو نهر في تبريز ، يعبر وسط تبريز . يبدأ في جبال سهند.